# Distretto di Yindu
Il distretto di Yindu (殷都区S, Yīndū QūP) è un distretto della Cina, situato nella provincia di Henan e amministrato dalla prefettura di Anyang.